# بدي مرفي
ماثيو آدمز (ولد سبتمبر 26 1988) هو مصارع محترف أسترالي. هو حاليا موقع عقد مع دبليو دبليو إي، حيث يظهر على عرض 205 لايف تحت اسم الحلبة بدي مرفي، وهو بطل دبليو دبليو إي للوزن المتوسط في أول عهد له. قبل ظهوره على القائمة الأساسية، مرفي ظهر في عرض دبليو دبليو إي التدريبي إن إكس تي، حيث فاز ببطولة إن إكس تي للفرق مع زميله ويسلي بليك.

## مسيرته في المصارعة المحترفة

### السنوات الأولى (2007-2013)
آدمز صارع من أوائل المباريات له كان مع بي سي دبليو في سبتمبر 2007 حيث شكل فريق كمات سيلفا مع جاكو لانترن لهزم آدم بروكس ودياز. ربح أول بطولة له، وهي بطولة بي سي دبليو للولاية بعد هزم داني سايكو في 3 دسمبر 2010. صارع أيضا في اتحاد ميلبورن سيتي ريسلينغ، حيث فاز ببطولة إم سي دبليو للوزن الثقيل بعد التفوق على سليكس في 28 يناير 2012 وبقي البطل لمدة 293 يوما.

### دبليو دبليو إي

#### 205 لايف (2018-الآن)
بعد أن كان في إن إكس تي الشهر الماضي، خسر مرفي حوالي 25 كيلوغرام، وطلب إدراجه في 205 لايف. ظهر لأول مرة كمشارك في دوري بطولة دبليو دبليو إي للوزن المتوسط، حيث تغلب على أريا ديواري في الجولة الأولى لكنه خسر أمام مصطفى علي في الدور الربع النهائي. في حلقة 27 مارس من 205 لايف، هزم تي جيه بي، أكيرا توزاوا وكاليستو في مباراة رباعية من أجل فرصة في المستقبل لمباراة على بطولة دبليو دبليو إي للوزن المتوسط. ومع ذلك، فشل مرفي في توزينه الإلزامي وتمت إزالته من المباراة وقائمة 205 لايف حتى استوفى متطلبات الوزن. بدأت عندها قصة حيث كان عليه أن يفقد وزنه لتحدي سيدريك أليكساندر على اللقب في 29 مايو، حيث فشل في الفوز بالبطولة. بعد ذلك، قام مرفي بإعادة إشعال عداوته مع مصطفى علي، والذي أدى لمباراة لا تنقص من التأهل في حلقة 3 يوليو من 205 لايف، والتي فاز فيها علي. في 6 أكتوبر، في عرض سوبر شو-داون في مسقط رأسه ميلبورن، هزم أليكساندر للفوز ببطولة دبليو دبليو إي للوزن المتوسط، أول لقب فردي له في دبليو دبليو إي وأصبح أول أسترالي يربح بطولة في الاتحاد.

## الحياة الشخصية
آدمز لديه خلفية تشمل القفز بالمطاط، تسلق الصخور، والسباحة مع الحيتان الضخمة.
 هو مخطوب من المصارعة المحترفة أليكسيس كوفمان، معروفة أكثر بأليكسا بليس. التحق آدمز بكلية بيرويك الثانوية.[بحاجة لمصدر]

## ظهوره على الشاشة

### مسلسلات التلفاز
| العام | العنونان    | الشخصية | ملاحظات    |
| ----- | ----------- | ------- | ---------- |
| 2018  | توتال ديفاز | نفسه    | حلقة واحدة |

### ألعاب الفيديو
مرفي ظهر لأول مرة في دبليو دبليو إي تو كي 16 كشخصية مدفوعة مع زميله ويسلي بليك وظهر لاحقا في دبليو دبليو إي تو كي 17 و دبليو دبليو إي تو كي 18.

## البطولات والإنجازات
- بولبارت برو ريسلينغ
  - بطولة بي بي دبليو الأسترالية (مرة واحدة)[21][22][23]
- ميلبورن سيتي ريسلينغ
  - بطولة إم سي دبليو للوزن الثقيل (مرة واحدة)[24]
- بروفاشنال تشامبيونتشيب ريسلينغ
  - بطولة بي سي دبليو للولاية (مرة واحدة)[25]
- دبليو دبليو إي
  - بطولة إن إكس تي للفرق (مرة واحدة) - مع ويسلي بليك/بليك[26]
  - بطولة دبليو دبليو إي للوزن المتوسط (مرة واحدة، حالي)

## وصلات خارجية
- صفحة بدي مرفي على موقع دبليو دبليو إي الرسمي